# Bold Venture
Bold Venture was een Amerikaans hoorspel, met in de hoofdrollen Humphrey Bogart en Lauren Bacall.

Het radiofeuilleton werd op meer dan 400 radiostations uitgezonden en bracht $4000 per week op voor het legendarische Hollywoodkoppel. De muziek was gecomponeerd door David Rose.
De data van de uitzendingen verschillen, maar de eerste officiële uitzending was op 26 maart 1951, de laatste op 15 september 1952. Vandaag de dag zijn er van de veronderstelde 78 afleveringen nog maar 31 in omloop. Over deze aantallen verschillen de meningen, omdat sommige afleveringen bekend zijn onder verschillende namen.

## Over 'Bold Venture'
"Adventure, intrigue, mystery and romance in the sultry settings of tropical Havana and the mysterious islands of the Caribbean," dat is wat Slate Shannon (Humphrey Bogart) en Sailor Duval (Lauren Bacall) in iedere 30-minuten durende aflevering beleven.

Slate Shannon is een onafhankelijke zeeman die een hotel (Shannons place) runt in Havana, en graag tochten maakt met zijn boot, de 'Bold Venture'. Hij heeft de taak om Sailor Duval, een flirterige jonge vrouw te beschermen, die door haar vader bij hem is gebracht. Samen raken ze, vaak tijdens boottochten, in de meest avontuurlijke situaties verzeild, waar ze met een beetje samenwerking ook weer uit moeten komen.

Slate en Sailor zijn duidelijk verliefd op elkaar, en vooral Sailor maakt tussen de bedrijven door flirterige opmerkingen.

Ook zingt hun vriend King Moses (Jester Hairston) iedere aflevering een kort lied, waarin hij op een grappige manier de situatie en gevoelens weergeeft.

## Quotes
Inspector: 'The license number of the car, you judded it down?

Slate: 'I knew we forgot something, Sailor!'

Sailor: 'Next time I'll bring my ballpoint.'

Sailor: 'There is that hotel sign again, it's always falling down!'

Slate: 'Yeah, ever since that last time you sang in the shower.'

Sailor: 'There ís gold here, Mr. Brian?

Mr. Brian: 'Enough to make all men kneel at your feet, Miss Duval.'

Sailor: 'Do I need gold for that, Slate?'

Mr. Cameron (tegen Slate): 'It's about a girl.. a young girl. Wild [...] and spoiled.'

Sailor: "No thanks. Mr. Slate already has one.'

Sailor: 'Look, why don't you stop shoving that gun in my back? How i'm going to explain a red circle on my skin to my mate?'

## Bewaarde afleveringen
- 12 Year Promise (Oil Wells)
- A Bullet For Shannon (Thugs And Slugs/Johnny Price Story)
- Alice Ramsey's Husband (Poison Darts/Voodoo Vendetta)
- Blue Moon
- Carlos & Juan Story (Crazy Old Carlos)
- The Chaney Wedding (Death At The Wedding)
- Cruise To Batabano (Emelio Lopez Story)
- Death By A Fighting Bird (Deadly Merchandise/Smuggling Arms)
- Death Of Rudy Keijon (With Friends Like These/Bob Yancy arrests Slate for murder)
- El Indio
- Ghost Ship
- Haven's Venezuelan Island (Gene Moore's wife/Claudia)
- Isle Of Pines (I'm Going To Die/Rhoda Gonzalez)
- Kwan Yen Statue (Quam Yi Statue)
- Louis Gaspar Case (Slate's Stolen Identity)
- Murder Of Franny Lane (He Who Laughs Last/Murder Is No Joke/Slate Shannon accused of murder)
- Mystery Of The Mary K
- Paul Brewer Story (Escape From Guantanamo)
- Robbery By Joe Ralston (Revenge Is Sweet/The Big Road)
- Russian Roulette
- Ruthie Ryan's Father (The Big K.O.)
- Sailor's Dead Husband (Marriage And Murder/Freddie Naye)
- Search For Tommy Reed
- Six Crates Of Apples, White Envelope (Bill Of Lading/Dope Smugglers)
- Slate's Tuxedo Pocket (aka Black Tie Affair)
- Spanish Gold (Treasure On Flamingo Cay)
- Suicide Or Murder (Out Of Control/Phyllis Calvert murder)
- Tabard Of Pizarro (Alice Markel poisoning)
- The Dead Matt Jefferies (The One That Got Away)
- The Tears Of Siva (Star of Sheba)
- Welcome Back To Civilisation, Dead Man (Man From Sumatra/George Carson Killed)

## Beluister Bold Venture
- Bold Venture (31 afleveringen)